# Farmakolog
En farmakolog er en akademiker inden for det humane eller veterinære lægemiddelområde, der har specialiseret sig inden for farmakologi.
Farmakologer kan arbejde som f.eks. kliniske farmakologer, socialfarmakologer eller farmakoepidemiologer og beskæftiger sig typisk med forskning og udvikling af medicin til mennesker eller dyr.
Visse farmakologer arbejder med undervisning af f.eks. læge-, tandlæge-, farmaceut- og farmakonomstuderende.

## Eksterne kilder, links og henvisninger
- UddannelsesGuidens information om jobbet som farmakolog Arkiveret 9. oktober 2007 hos  Wayback Machine

| Farmakologi | Spire Denne artikel om farmakologi er en spire som bør udbygges. Du er velkommen til at hjælpe Wikipedia ved at udvide den. |